# Бальбіна Беблер
Бальбіна Беблер (нім. Balbina Bäbler, нар. 7 травня 1967, Гларус) — швейцарська археолог, спеціалістка із Північного Причорномор'я.

## Освіта і кар'єра
Навчалася в Бернському і Мюнхенському університетах; закінчила курс навчання у 1997 році. Захистила дисертацію на тему: «Старанні фракійці й сильні скіфи: негрецькі населення Афін класичного періоду та їхня археологічна спадщина» («Fleissige Thrakerinnen und wehrhafte Skythen. Nichtgriechen im klassischen Athen und ihre archaologische Hinterlassenschaft»). 
Беблер є почесним членом (Honorary Fellow) Ексетерського університету як експертка з археологічної хронології і похоронних культур. Працювала у Гамбурзькому, Ганноверському, Геттінгенському університетах.
Авторка кількох статей в енциклопедії Neue Pauly.
Одружена з Гейнцом-Гюнтером Нессельратом.
19 квітня 2013 року Гейнц-Гюнтер Нессельрат і Бальбіна Беблер на запрошення кафедри класичної філології МДУ імені М. В. Ломоносова виступили з лекціями про Геродота.

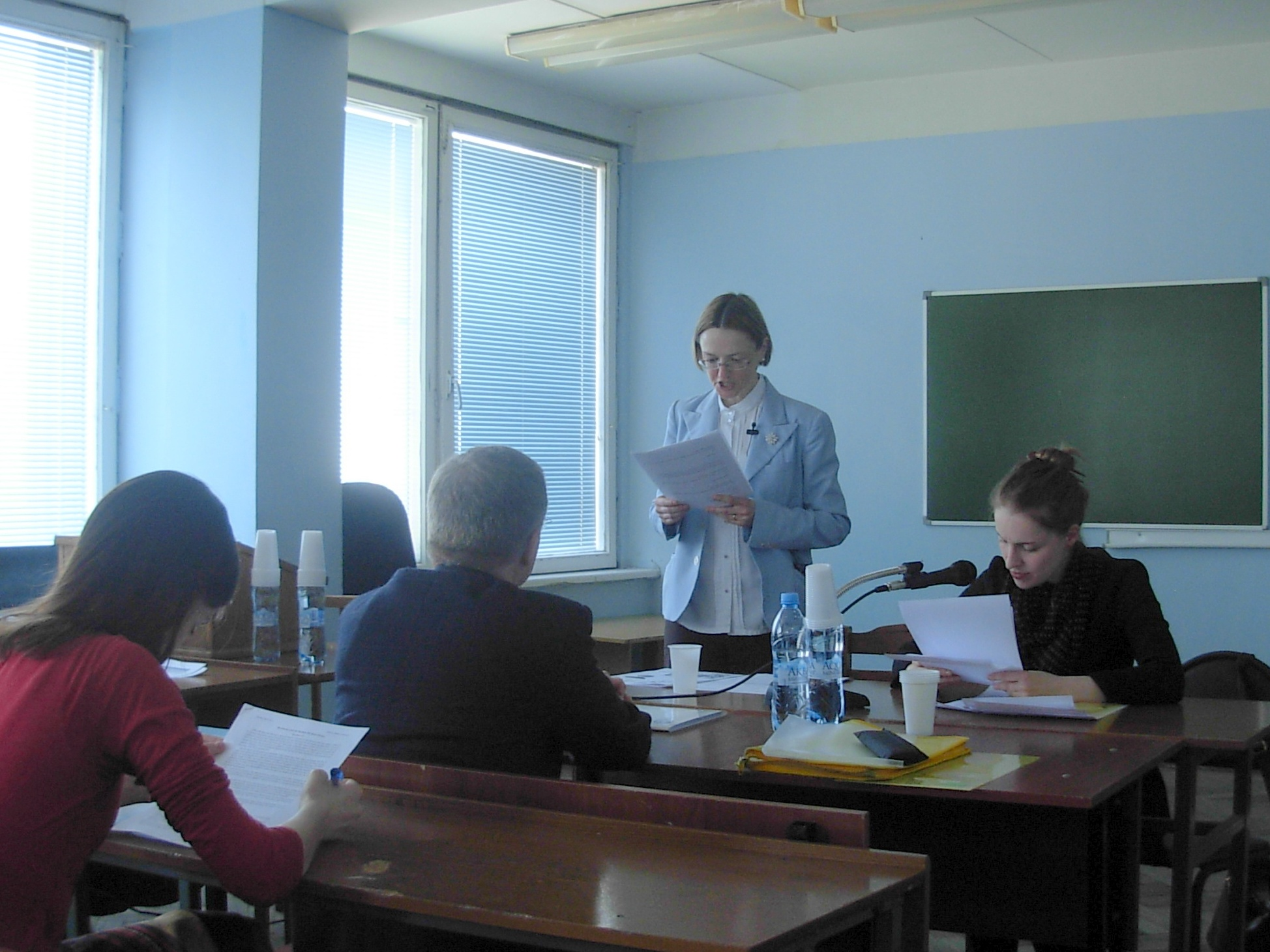
Бальбіна Беблер 19 квітня 2013 року читає лекцію про Геродота на кафедрі класичної філології МДУ ім. М. В. Ломоносова

## Публікації
- Fleissige Thrakerinnen und wehrhafte Skythen. Nichtgriechen im klassischen Athen und ihre archäologische Hinterlassenschaft, Teubner, Stuttgart-Leipzig 1998 ISBN 3-519-07657-8
- Die Welt des Sokrates von Konstantinopel. Studien zu Politik, Religion und Kultur im späten 4. und frühen 5. Jh. n. Chr. (Hrsg. Mit Heinz-Günther Nesselrath), Saur, München-Leipzig 2001 ISBN 3-598-73003-9
- Archäologie und Chronologie. Eine Einführung, Wissenschaftliche Buchgesellschaft, Darmstadt 2004 року (Einführung Archäologie) ISBN 3-534-15898-9
- Ars et Verba. Die Kunstbeschreibungen des Kallistratos. Einführung, Text, Übersetzung, Anmerkungen, archäologischer Kommentar (mit Heinz-Günther Nesselrath), Saur, München-Leipzig 2006 ISBN 3-598-73056-X